# Kiyotsugu Hirayama
Kiyotsugu Hirayama (Sendai, 13 ottobre 1874 – Tokyo, 8 aprile 1943) è stato un astronomo giapponese.
Kiyotsugu Hirayama è conosciuto soprattutto per aver scoperto che molti asteroidi hanno orbite simili tra loro più di quanto il caso avrebbe potuto determinare, conducendo al concetto di famiglie di asteroidi, chiamate anche famiglie Hirayama.
Hirayama si è laureato all'Università Imperiale di Tokyo. Oltre ad essersi interessato allo studio degli asteroidi, si è occupato anche delle antiche osservazioni astronomiche cinesi e giapponesi.
Gli sono stati dedicati l'asteroide 1999 Hirayama e il cratere Hirayama sulla Luna; quest'ultimo onora anche Shin Hirayama.